# Netzball
Netzball oder Netzroller bezeichnet im Badminton, Tennis, Tischtennis und Volleyball einen Spielball, der „nach Berühren der oberen Kante des Netzes ins gegnerische Spielfeld geht“.
Ein Netzball beim Aufschlag wird Netzaufschlag genannt. Nach einem Netzaufschlag muss in einigen Sportarten der Aufschlag wiederholt werden, in anderen hingegen nicht.